# Oxford 3000
Unter Oxford 3000 werden die rund 3000 häufigsten Wörter der englischen Sprache verstanden, die besonders für das Erlernen als Fremdsprache wichtig sind.

## Beschreibung
Diese Vokabeln werden als Minimum für ein akzeptables Leseverständnis angesehen und bilden daher eine wesentliche Voraussetzung für die Kommunikation auf Englisch als Fremdsprache. Sie stellen den erweiterten Grundwortschatz dar, mit dem über 85 % der verwendeten Wörter abgedeckt werden können.
Die Liste wurde mit statistischen Methoden ermittelt, wobei der zugrunde liegende Text aus vielfältigen Quellen und aus gesprochenem und geschriebenem Englisch im Umfang von zwei Milliarden Wörtern bestand. Anschließend wurde die Liste von Experten und Sprachlehrern noch um wichtige Wörter erweitert. Nicht berücksichtigt wurde dabei jedoch, dass eine Vokabel mehrere Bedeutungen haben kann und auch in Phrasen sinnfremd angewendet werden kann. Derzeit (2015) enthält die offizielle Liste ca. 3300 Wörter.

## Anwendung
Im Gemeinsamen Europäischen Referenzrahmen (CEFR/GERS) sowie bei Sprachzertifikaten wie dem Cambridge English Language Assessment, dem IELTS, dem TOEFL oder dem GMAT bilden derart erstellte Wortschatzlisten neben dem Beherrschen der Grammatik eine wesentliche Grundlage für die Einstufung. Der Wortschatz der GERS-Stufe A1 beträgt etwa 500 Wörter, bei A2 etwa 1.100 Wörter, bei B1 bzw. B2 rund 1.800 bzw. 2.600 Wörter und bei C1 bzw. C2 rund 3.500 bzw. 5.000 Wörter.
Auch der Wortschatz, den die gängigen Lehrwerke der beiden großen deutschen Verlagshäuser Cornelsen und Klett am Ende der 10. Schulstufe (in Österreich: 6. Klasse Gymnasium) in Englisch darbieten, basiert auf derart erstellten Listen und beläuft sich auf zwischen 3500 (Klett) und 5000 (Cornelsen) Wörter, wovon aber, auch von guten Schülern, üblicherweise nur 2000 bis 3000 Wörter aktiv für die Textproduktion verwendet werden.

## Videolinks
- The Oxford 3000 Words - English Words List - Learn English Words
- Most Common Words in English Speaking: The Oxford 3000 Words 2016